# Patrizia Reggiani
Patrizia Reggiani, ur. jako Patrizia Martinelli (ur. 2 grudnia 1948 w Vignola) – włoska bywalczyni salonów, skazana za wynajęcie zabójcy do zabicia swojego męża, Maurizio Gucciego.

## Życiorys

### Wczesne życie
Urodziła się w Vignola w północnych Włoszech. Dorastała w biedzie i nie znała swojego biologicznego ojca. Kiedy miała dwanaście lat, jej matka Silvana wyszła za bogatego przedsiębiorcę Ferdinando Reggianiego, który później adoptował Patrizię.
Kiedy miała około dwadzieścia dwa lata na przyjęciu poznała Maurizio Gucciego, dziedzica domu mody Gucci. Pobrali się 28 października 1972 i przeprowadzili się do Nowego Jorku. Początkowo ojciec Maurizio, Rodolfo, sprzeciwiał się ich małżeństwu, ale podarował im penthouse w Olympic Tower w Nowym Jorku. Patrizia brała aktywny udział w przyjęciach i wydarzeniach modowych, a także zaprzyjaźniła się z Jackie Kennedy Onassis. Podczas małżeństwa urodziła dwie córki: Alessandrę (ur. 1976) i Allegrę (ur. 1981).
W 1982 Patrizia i Maurizio wrócili do Mediolanu. W 1985 Maurizio powiedział Patrizii, że udaje się na krótką podróż biznesową do Florencji, a kolejnego dnia przysłał do niej swojego przyjaciela, a ten przekazał jej, że ich małżeństwo jest skończone. W 1990 Maurizio zaczął spotykać się z Paolą Franchi, wzbudzając zazdrość w Patrizii. W 1994 sfinalizowano rozwód Gucciego i Reggiani. Jako część ugody rozwodowej Gucci zgodził się płacić Patrizii alimenty wynoszące 1,47 miliona dolarów. Prawnie nie mogła używać nazwiska Gucci, jednak nadal to robiła mówiąc: „Nadal czuje się jak Gucci – jestem najbardziej Gucci z ich wszystkich.

### Zabójstwo męża
Rok po rozwodzie Gucci został zamordowany przez wynajętego zabójcę. W dniu jego zabójstwa Patrizia w swoim pamiętniku napisała greckie słowo „paradeisos” oznaczające raj.
31 stycznia 1997 Patrizia została aresztowana i oskarżona o wynajęcie zabójcy, który zamordował Gucciego. Proces wzbudził duże zainteresowanie mediów, a lokalna prasa nazwała ją „Czarną Wdową”. Według prokuratorów motywem Patrizii była mieszanka zazdrości, pieniędzy i niechęci do byłego męża. Argumentowali, że prócz kontroli nad majątkiem Gucciego chciała uniemożliwić swojemu byłemu mężowi poślubienie Paoli Franchi. Zbliżające się małżeństwo zmniejszyłoby jej alimenty o połowę, zmniejszając jej roczną pomoc pieniężną do 860 000 dolarów rocznie, co według niej stanowiło „miskę soczewicy”. Okazało się, że zabójca, zadłużony właściciel pizzerii, Benedetto Ceraulo, został zatrudniony przez Patrizię za pośrednictwem pośredniczki o imieniu Giuseppina „Pina” Auriemma, medium z wyższych sfer i bliskiej przyjaciółki Patrizii.

### Pobyt w więzieniu
W 1998 została skazana na dwadzieścia dziewięć lat pozbawienia wolności za zorganizowanie zabójstwa. Następnie poprosiła o unieważnienie jej wyroku, twierdząc, że guz mózgu wpłynął na jej osobowość. W 2000 sąd apelacyjny w Mediolanie utrzymał w mocy wyrok skazujący, ale obniżył karę do 26 lat. W 2000 roku próbowała popełnić samobójstwo, usiłując powiesić się na prześcieradle, ale została znaleziona przez strażników więziennych.
W 2005, pomimo przepisów zakazujących więziennych zwierząt domowych, zespół prawników Patrizii przekonał więzienie, by zezwoliło jej fretce na zamieszkanie z nią. W październiku 2011 kwalifikowała się do zwolnienia warunkowego w ramach programu zatrudnienia więźniów, ale odmówiła, mówiąc: „Nigdy w życiu nie pracowałam i na pewno nie zamierzam teraz zacząć”. Została zwolniona z więzienia za dobre sprawowanie w październiku 2016, po osiemnastu latach odbywania kary.

### Dom Gucci
Film Dom Gucci z 2021 przedstawia małżeństwo Reggiani i Gucciego oraz jego morderstwo. W rolę Patrizii wcieliła się Lady Gaga. 
Reggiani pochwaliła ten wybór ze względu na podobieństwo do niej, ale skrytykowała fakt, że Gaga nie spotkała się z nią przed przyjęciem roli.